# 新日本橋站
新日本橋站（日语：／ Shin-nihombashi eki */?）是位於日本東京都中央區日本橋室町，屬於東日本旅客鐵道（JR東日本）總武本線的鐵路車站。車站編號是JO 20。

## 停靠路線
此站設於總武本線的地底路段，停靠的運轉系統為總武快速線。
本站為JR東日本車站，但可從聯絡通道前往三越前站轉乘東京地下鐵的銀座線與半藏門線。

## 历史
- 1972年（昭和47年）7月15日：開業。
- 1987年（昭和62年）4月1日：國鐵分割民營化，由東日本旅客鐵道（JR東日本）繼承。
- 2001年（平成13年）11月18日：IC卡「Suica」啟用[3]。
- 2010年（平成22年）10月31日：綠色窗口結束營業。

## 車站結構
島式月台1面2線的地下車站。與鄰站馬喰町站使用相同的發車音樂。
出入口有1 - 6號及8號，共有七處。
站內設有電梯連結月台與大廳。連結大廳層與地面的電梯在三越前站側（最近的出入口為A7出入口）。
本站為直營站（配置站長），下管馬喰町站。
綠色窗口已於2010年10月31日結束營業。

### 月台配置
| 月台 | 路線           | 方向 | 目的地                                       |
| ---- | -------------- | ---- | -------------------------------------------- |
| 1    | 總武線（快速） | 上行 | 東京、品川、橫濱、橫須賀、久里濱方向         |
| 2    | 總武線（快速） | 下行 | 津田沼、千葉、成田機場、上總一之宮、君津方向 |

（來源：JR東日本:車站構內圖 （页面存档备份，存于））

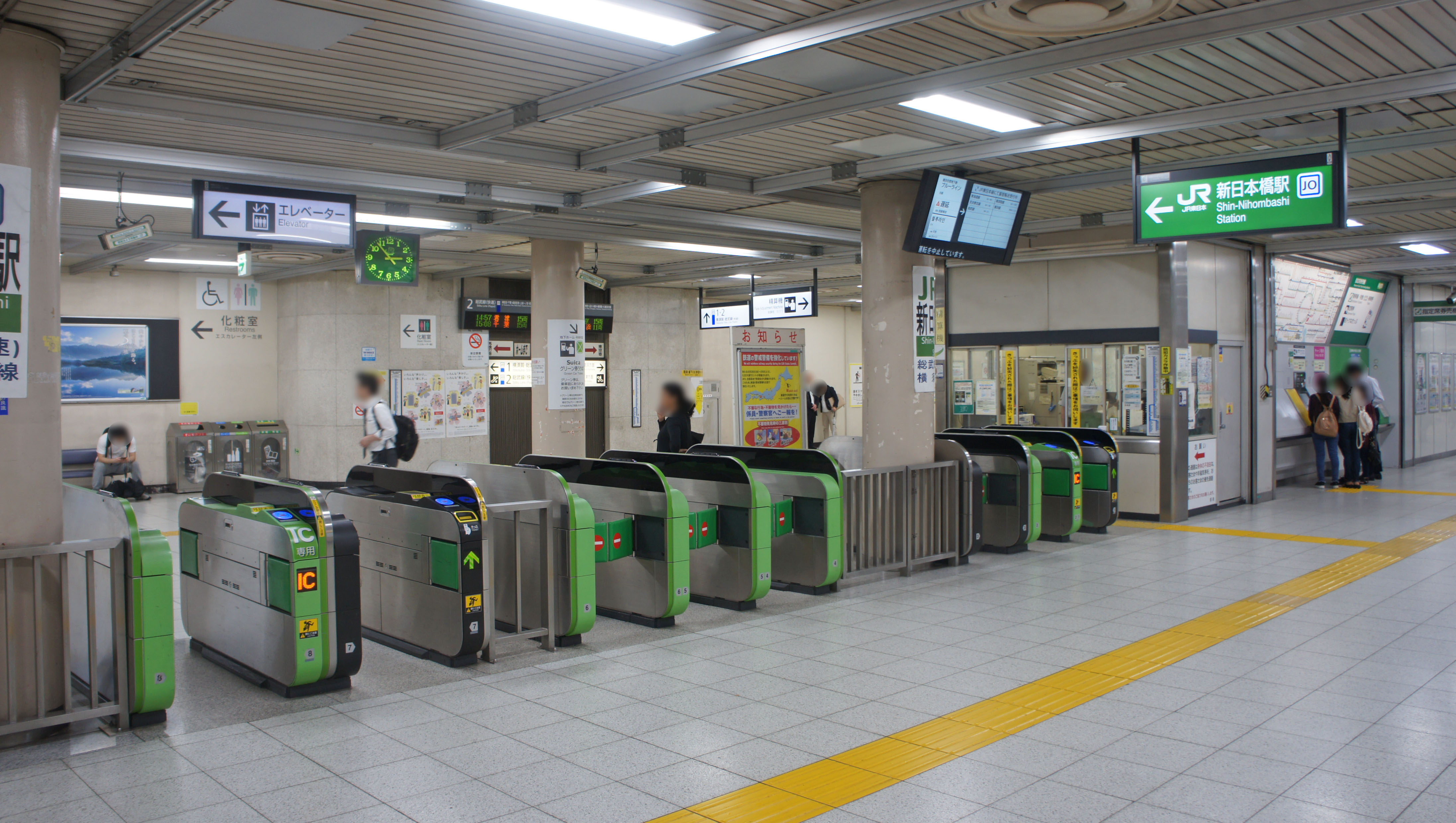
閘口（2019年6月）
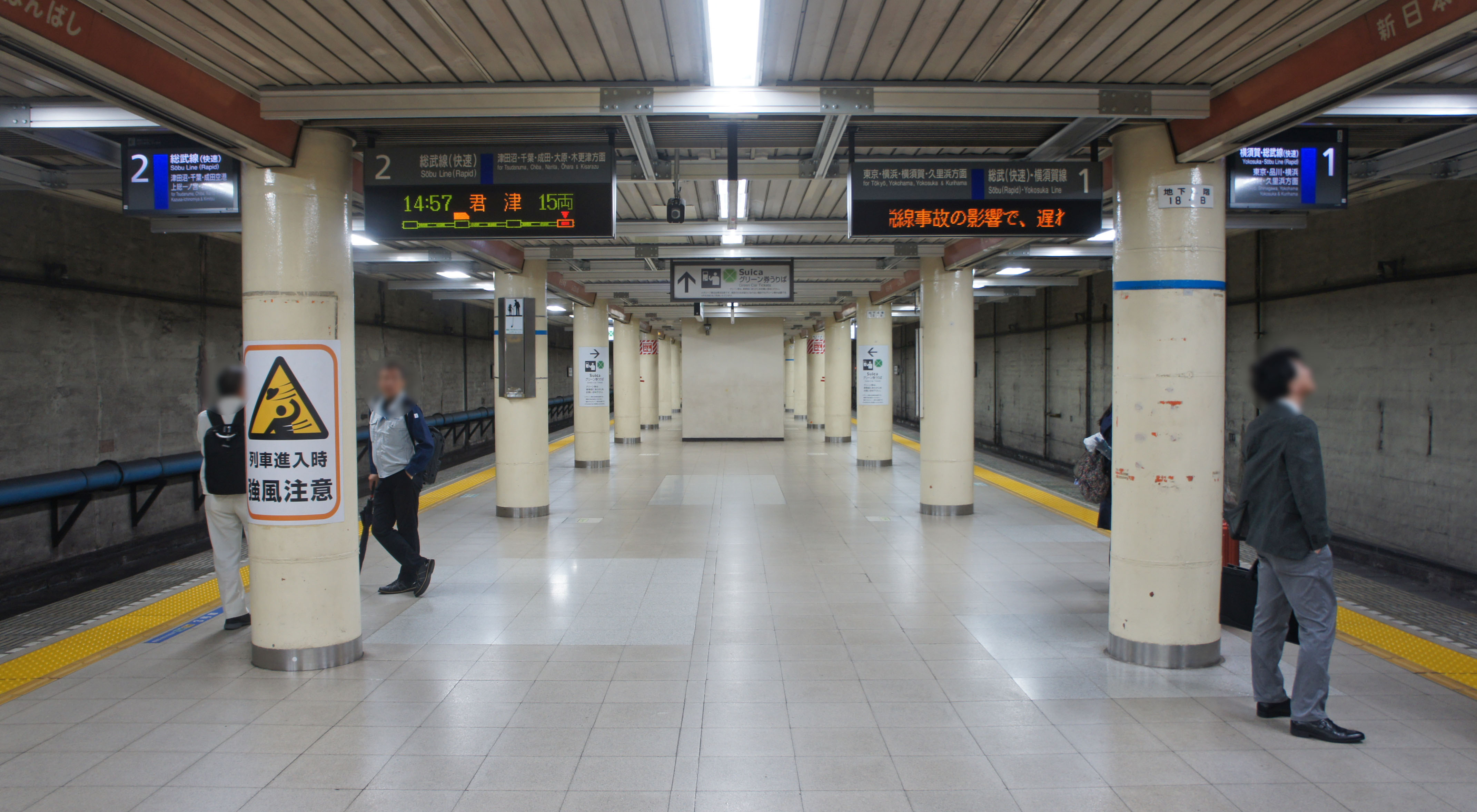
月台（2019年6月）

## 使用情況
2019年（令和元年）度的1日平均上車人次為20,100人，是總武快速線使用人次最少的一站。
近年的推移如下表。
| 年度               | 1日平均 上車人次 | 來源     |
| ------------------ | ---------------- | -------- |
| 1990年（平成02年） | 22,685           | [ * 1 ]  |
| 1991年（平成03年） | 22,893           | [ * 2 ]  |
| 1992年（平成04年） | 23,030           | [ * 3 ]  |
| 1993年（平成05年） | 22,447           | [ * 4 ]  |
| 1994年（平成06年） | 21,745           | [ * 5 ]  |
| 1995年（平成07年） | 21,219           | [ * 6 ]  |
| 1996年（平成08年） | 20,732           | [ * 7 ]  |
| 1997年（平成09年） | 20,766           | [ * 8 ]  |
| 1998年（平成10年） | 20,644           | [ * 9 ]  |
| 1999年（平成11年） | 19,967           | [ * 10 ] |
| 2000年（平成12年） | 19,886           | [ * 11 ] |
| 2001年（平成13年） | 19,909           | [ * 12 ] |
| 2002年（平成14年） | 19,747           | [ * 13 ] |
| 2003年（平成15年） | 18,423           | [ * 14 ] |
| 2004年（平成16年） | 18,789           | [ * 15 ] |
| 2005年（平成17年） | 18,951           | [ * 16 ] |
| 2006年（平成18年） | 19,370           | [ * 17 ] |
| 2007年（平成19年） | 19,571           | [ * 18 ] |
| 2008年（平成20年） | 19,294           | [ * 19 ] |
| 2009年（平成21年） | 18,577           | [ * 20 ] |
| 2010年（平成22年） | 18,207           | [ * 21 ] |
| 2011年（平成23年） | 18,007           | [ * 22 ] |
| 2012年（平成24年） | 17,943           | [ * 23 ] |
| 2013年（平成25年） | 18,051           | [ * 24 ] |
| 2014年（平成26年） | 17,879           | [ * 25 ] |
| 2015年（平成27年） | 17,959           | [ * 26 ] |
| 2016年（平成28年） | 18,307           | [ * 27 ] |
| 2017年（平成29年） | 18,792           | [ * 28 ] |
| 2018年（平成30年） | 19,329           | [ * 29 ] |
| 2019年（令和元年） | 20,100           |          |

## 車站周邊
沿著中央通（國道17號）往北七至八分鐘可至神田站（山手線、京濱東北線、中央線、銀座線）。要從總武快速線停車站前往該站周邊，從本站步行前往有時會比在錦糸町站、秋葉原站轉乘更快。
- 國道4號
- 中國銀行東京支店
- 首都高速1號上野線 本町出入口
- 稻畑產業（日语：稲畑産業）東京本社
- 長瀨產業（日语：長瀬産業）東京本社
- 第一三共本社
- 興和東京支社
- 安斯泰來製藥本社
- 筑邦銀行（日语：筑邦銀行）東京支店
- 十六銀行（日语：十六銀行）東京支店

### 巴士路線
室町三丁目
- 都營巴士
  - <東42-1> 往南千住站西口、南千住車庫（日语：都営バス南千住営業所）（經馬喰町、淺草橋站、藏前站、東武淺草站） / 往東京站八重洲口
    - 2000年12月11日以前還有<茶51>的駒込站南口～東京站丸之內北口線。

JR新日本橋駅
- 日之丸自動車興業（日语：日の丸自動車興業）
  - <MetroLink日本橋> 日本橋二丁目、地下鐵寶町站、東京站八重洲口方向
  - <SKY HOP BUS 紅色路線> 東京站丸之內三菱大廈方向

新日本橋站
- 日立自動車交通（日语：日立自動車交通）
  - <江戶巴士（中央區社區巴士） 北循環> 往中央區役所（日语：中央区役所 (東京都)）（經馬喰橫山站、濱町站、水天宮前站）

日本橋室町一丁目
- 日之丸自動車興業
  - <MetroLink日本橋> 日本橋二丁目、地下鐵寶町站、東京站八重洲口方向
  - <MetroLink日本橋E路線> 地下鐵水天宮前站方向

## 其他
本站附近的地下鐵車站名叫三越前站，本站開業時日本國有鐵道不希望使用「三越」這名稱，由於日本橋在附近，又已有车站名叫日本橋站，故名「新日本橋站」。

## 相鄰車站
東日本旅客鐵道（JR東日本）
 總武線（快速）
■通勤快速、■快速
東京（JO 19）－新日本橋（JO 20）－馬喰町（JO 21）

### 使用情況
1. ↑  東京都統計年鑑 （页面存档备份，存于） - 東京都
2. ↑  中央区ポケット案内 （页面存档备份，存于） - 中央区

JR東日本2000年度以後的上車人次
1. ↑  各駅の乗車人員（2000年度） （页面存档备份，存于） - JR東日本
2. ↑  各駅の乗車人員（2001年度） （页面存档备份，存于） - JR東日本
3. ↑  各駅の乗車人員（2002年度） （页面存档备份，存于） - JR東日本
4. ↑  各駅の乗車人員（2003年度） （页面存档备份，存于） - JR東日本
5. ↑  各駅の乗車人員（2004年度） （页面存档备份，存于） - JR東日本
6. ↑  各駅の乗車人員（2005年度） （页面存档备份，存于） - JR東日本
7. ↑  各駅の乗車人員（2006年度） （页面存档备份，存于） - JR東日本
8. ↑  各駅の乗車人員（2007年度） （页面存档备份，存于） - JR東日本
9. ↑  各駅の乗車人員（2008年度） （页面存档备份，存于） - JR東日本
10. ↑  各駅の乗車人員（2009年度） （页面存档备份，存于） - JR東日本
11. ↑  各駅の乗車人員（2010年度） （页面存档备份，存于） - JR東日本
12. ↑  各駅の乗車人員（2011年度） （页面存档备份，存于） - JR東日本
13. ↑  各駅の乗車人員（2012年度） （页面存档备份，存于） - JR東日本
14. ↑  各駅の乗車人員（2013年度） （页面存档备份，存于） - JR東日本
15. ↑  各駅の乗車人員（2014年度） （页面存档备份，存于） - JR東日本
16. ↑  各駅の乗車人員（2015年度） （页面存档备份，存于） - JR東日本
17. ↑  各駅の乗車人員（2016年度） （页面存档备份，存于） - JR東日本
18. ↑  各駅の乗車人員（2017年度） （页面存档备份，存于） - JR東日本
19. ↑  各駅の乗車人員（2018年度） （页面存档备份，存于） - JR東日本
20. ↑  各駅の乗車人員（2019年度） （页面存档备份，存于） - JR東日本

東京都統計年鑑
1. ↑  .   [2020-07-31]. （原始内容存档于2016-03-05）.
2. ↑  .   [2020-07-31]. （原始内容存档于2016-03-05）.
3. ↑  .   [2018-02-12]. （原始内容存档于2013-08-15）.
4. ↑  .   [2018-02-12]. （原始内容存档于2013-02-03）.
5. ↑  .   [2018-02-12]. （原始内容存档于2013-02-03）.
6. ↑  .   [2018-02-12]. （原始内容存档于2013-02-03）.
7. ↑  .   [2018-02-12]. （原始内容存档于2013-02-03）.
8. ↑  .   [2018-02-12]. （原始内容存档于2016-03-04）.
9. ↑  東京都統計年鑑（平成10年）PDF
10. ↑  東京都統計年鑑（平成11年）PDF
11. ↑  .   [2018-02-12]. （原始内容存档于2016-03-04）.
12. ↑  .   [2018-02-12]. （原始内容存档于2016-03-04）.
13. ↑  .   [2018-02-12]. （原始内容存档于2017-07-29）.
14. ↑  .   [2018-02-12]. （原始内容存档于2017-07-29）.
15. ↑  .   [2018-02-12]. （原始内容存档于2017-07-29）.
16. ↑  .   [2018-02-12]. （原始内容存档于2017-07-29）.
17. ↑  .   [2018-02-12]. （原始内容存档于2017-07-29）.
18. ↑  .   [2018-02-12]. （原始内容存档于2017-07-29）.
19. ↑  .   [2018-02-12]. （原始内容存档于2017-07-29）.
20. ↑  .   [2018-02-12]. （原始内容存档于2016-03-26）.
21. ↑  .   [2018-02-12]. （原始内容存档于2016-03-27）.
22. ↑  .   [2018-02-12]. （原始内容存档于2016-03-25）.
23. ↑  .   [2018-02-12]. （原始内容存档于2016-03-27）.
24. ↑  .   [2018-02-12]. （原始内容存档于2016-03-22）.
25. ↑  .   [2018-02-12]. （原始内容存档于2017-07-30）.
26. ↑  .   [2018-02-12]. （原始内容存档于2018-11-09）.
27. ↑  .   [2020-07-31]. （原始内容存档于2019-05-02）.
28. ↑  .   [2020-07-31]. （原始内容存档于2019-12-03）.
29. ↑  .   [2020-07-31]. （原始内容存档于2020-08-04）.

## 外部連結
- 車站資訊（新日本橋）：東日本旅客鐵道